# Toplinska iscrpljenost
Aklimatizacija je proces kroz koji se organizam prilagođava novim klimatskim uvjetima. Prema nekim autorima iz sportske medicine, za potpunu aklimatizaciju potreban je prirodni ciklus od 60 dana postupne prilagodbe - iz čega je lako zaključiti da na ljetovanje zapravo odlazimo loše prilagođeni novim klimatskim uvjetima. Ljetovanje traje 15-20 dana i u tom periodu smo željni što više uživati u svim blagodatima mediteranske ili tropske klime - pa često preforsiramo mogućnosti našeg metabolizma.
Toplinska iscrpljenost često nastaje i kod starosjedilaca, kao posljedica visokih temperatura i visoke vlage zraka. Pri visokoj vlažnosti zraka, otežano je znojenje i prirodna termoregulacija, a kao posljedica toga, tijelo swe zagrijava jednako kao i okolina. 
Kada je temperatura zraka viša od prirodne tjelesne temperature (dakle viša od 37 st C) tijelo moramo rashlađivati. A ako dulje vrijeme boravimo na ovako visokim temperaturama, pojavljuju se simptomi jednako kao i kod tipične (virozne) vrućice - umor, malaksalost, bolovi u mišićima i glavobolje, bezvoljnost i pospanost. 
Na vaše raspoloženje i opće stanje organizma posebno utječe i disbalans uzrokovan manjkom određenih minerala i soli koji se izbacuju znojenjem. Znojenje je dobro ... to je prirodni način reguliranja tjelesne temperature, ali manjak minerala morate nadoknaditi kroz mineralizirane napitke ili hranu bogatiju solima i mineralima. Odraslim osobama je neophodno svaki dan uzeti 1-2 grama kuhinjeske soli.
U slučaju toplinske iscrpljenosti, možete osjetiti simptome kao što su: žeđ, apatija, nemir, zbunjenost, neprirodno preznojavanje (hladni znoj), obilno znojenje, bljedilo kože, problemi s tlakom, bockanje u prstima ili nogama - a na koncu, u težim slučajevima javit će se i glavobolja, pomućen vid,  vrtoglavica, slabost, mučnina, nesvjestica i nekontrolirano grčenje mišića. 
U slučaju nesvjestice, a ako je temperatura tijela normalna (nije osjetno povišena), onesvještenog treba položiti na bok u hladovini, rashladiti ga vodom i uputiti na duže mirovanje, odmor u hladu i bolju prehranu.
Na visokim temperaturama je normalna želja da se povučete u hladovinu, napravite gnijezdo od lišća i odspavate par sati dok ne prođe sparina. Poslušajte svoje tijelo! Bez obzira na to što godišnji odmor traje prekratko - odspavajte par sati za vrijeme podnevne žege i pijte puno osvježavajućih pića. 